# Lwowskoje
Lwowskoje (russisch Львовское, deutsch Gudwallen) ist ein Ort im Südosten der russischen Oblast Kaliningrad im Rajon Osjorsk. Der Ort gehört zur kommunalen Selbstverwaltungseinheit Munizipalkreis Osjorsk.

## Geographische Lage
Lwowskoje liegt vier Kilometer westlich der Rajonstadt Osjorsk (Darkehmen/Angerapp) an der Regionalstraße 27A-025 (ex R508). Ein Bahnanschluss besteht seit 1945 nicht mehr.

## Geschichte
Das Gutsdorf Gudwallen zählte im Jahr 1818 114 Einwohner, deren Zahl sich bis 1863 auf 249 steigerte. Im Jahr 1874 wurde der Gutsbezirk Gudwallen Sitz des neu gebildeten Amtsbezirks Gudwallen im Kreis Darkehmen. Im Jahr 1910 lebten in Gudwallen 423 Menschen. Ihre Zahl betrug 1925 schon 542. Im Jahr 1929 wurden der Gutsbezirk Gudwallen, die Landgemeinde Menzelswalde und die Landgemeinde Naujeningken zur neuen Landgemeinde Gudwallen zusammengefasst. Dort waren 1933 468 und 1939 560 Einwohner gemeldet.
Im Januar 1945 wurde der Ort von der Roten Armee besetzt. Die neue Polnische Provisorische Regierung ging zunächst davon aus, dass er mit dem gesamten Kreis Darkehmen (Angerapp) unter ihre Verwaltung fallen würde. Im Potsdamer Abkommen (Artikel VI) von August 1945 wurde die neue sowjetisch-polnische Grenze aber unabhängig von den alten Kreisgrenzen anvisiert, wodurch der Ort unter sowjetische Verwaltung kam. Die polnische Umbenennung des Ortes in Nawoje im Juli 1947 wurde (vermutlich) nicht mehr wirksam. Im November 1947 erhielt der Ort den russischen Namen Lwowskoje und wurde gleichzeitig dem Dorfsowjet Otradnowski selski Sowet im Rajon Osjorsk zugeordnet. Von 1963 bis 2008 war der Ort selbst Verwaltungssitz eines Dorfsowjets bzw. Dorfbezirks. Von 2008 bis 2014 gehörte Lwowskoje zur Landgemeinde Krasnojarskoje selskoje posselenije, von 2015 bis 2020 zum Stadtkreis Osjorsk und seither zum Munizipalkreis Osjorsk. 

### Amtsbezirk Gudwallen 1874–1945
Zwischen 1874 und 1945 war Gudwallen Sitz und namensgebender Ort eines Amtsbezirks. Am 6. Mai 1874 wurde der Amtsbezirk Gudwallen aus 14 Landgemeinden und Gutsbezirken gebildet:
| Name (bis 1938)                | Name (1938–1946)      | Name (ab 1946)  | Bemerkungen                                            |
| ------------------------------ | --------------------- | --------------- | ------------------------------------------------------ |
| Landgemeinden:                 |                       |                 |                                                        |
| Alt Thalau                     | Alt Thalau            | Meschdulessje   |                                                        |
| Awiszen                        | –                     | –               | 1927 in die Stadtgemeinde Darkehmen eingemeindet       |
| Klein Pelledauen               | Kreuzstein            | Fastowo         |                                                        |
| Milchbude                      | Milchbude             | Lesnitschje     |                                                        |
| Naujeningken                   | Kleingudwallen        | –               | 1929 in die Landgemeinde Gudwallen eingegliedert       |
| Naujoken                       | Kleinauerfluß         | –               | 1928 in die Landgemeinde Auerfluß eingegliedert        |
| Neu Thalau                     | Neu Thalau            | –               | 1936 in die Gemeinde Auerfluß eingegliedert            |
| Schunkarinn                    | Schlieben             | Doroschnoje     |                                                        |
| Szameitschen, (Ksp. Darkehmen) | Waldhorst (seit 1923) | Konewo          | 1928 in die Landgemeinde Auerfluß eingegliedert        |
| Gutsbezirke:                   |                       |                 |                                                        |
| Angerau                        | –                     | –               | 1928 in die Landgemeinde Klein Beynuhnen eingegliedert |
| Auerfluß                       | Auerfluß              | Meschduretschje | seit 1928 Landgemeinde                                 |
| Gudwallen                      | Gudwallen             | Lwowskoje       | seit 1929 Landgemeinde                                 |
| Klein Bretschkehmen            | Kleinbrettken         | Tscheljuskino   |                                                        |
| Menzelswalde                   | –                     | –               | 1929 in die Landgemeinde Gudwallen eingegliedert       |

### Lwowski selski Sowet/okrug 1963–2008
Der Dorfsowjet Lwowski selski Sowet (ru. Львовский сельский Совет) wurde im Jahr 1963 eingerichtet. Ihm gehörten hauptsächlich Orte an, die vorher zu den Dorfsowjets Nowostrojewski selski Sowet, Otradnowski selski Sowet und Tschistopolski selski Sowet gehört hatten. Nach dem Zerfall der Sowjetunion bestand die Verwaltungseinheit als Dorfbezirk Lwowski selski okrug (ru. Львовсий сельский округ). Im Jahr 2008 wurden die verbliebenen Orte des Dorfbezirks, mit Ausnahme von Nagornoje, das zur Landgemeinde Nowostrojewskoje selskoje posselenije kam, in die neu gebildete Landgemeinde Krasnojarskoje selskoje posselenije eingegliedert. 
| Ortsname                        | Name bis 1947/50                                     | Bemerkungen |
| ------------------------------- | ---------------------------------------------------- | --- |
| Andrejewka (Андреевка)          | Lengwetschen, 1938–1945: „Tiefenhagen“               | Der Ort wurde 1947 umbenannt und gehörte zunächst zum Dorfsowjet Sadowski. Er wurde vor 1988 verlassen.                                               |
| Antonowka (Антоновка)           | Adamischken                                          | Der Ort wurde 1947 umbenannt und gehörte zunächst zum Dorfsowjet Tschistopolski.                                                                      |
| Bagrjanowo (Багряново)          | Kuddern, 1938–1945: „Kudern“                         | Der Ort wurde 1947 umbenannt und gehörte zunächst zum Dorfsowjet Pskowski. Er wurde vor 1975 verlassen.                                               |
| Bogdanowo (Богданово)           | Emmahof                                              | Der Ort wurde 1947 umbenannt und gehörte zunächst zum Dorfsowjet Otradnowski.                                                                         |
| Brjusowo (Брюсово)              | Brassen                                              | Der Ort wurde 1947 umbenannt und gehörte zunächst zum Dorfsowjet Tschistopolski. Er wurde vermutlich vor 1988 an den Ort Antonowka angeschlossen.     |
| Doroschnoje (Дорожное)          | Schunkarinn, 1938–1945: „Schlieben“                  | Der Ort wurde 1950 umbenannt und gehörte zunächst zum Dorfsowjet Otradnowski. Er wurde vermutlich vor 1988 an den Ort Lwowskoje angeschlossen.        |
| Fastowo (Фастово)               | Klein Pelledauen, 1938–1945: „Kreuzstein“            | Der Ort wurde 1950 umbenannt und gehörte zunächst zum Dorfsowjet Otradnowski. Er wurde vermutlich vor 1988 an den Ort Wolnoje angeschlossen.          |
| Iljino (Ильино)                 | Neu Gudwallen                                        | Der Ort wurde 1950 umbenannt und gehörte zunächst zum Dorfsowjet Otradnowski. Er wurde vor 1975 an den Ort Lwowskoje angeschlossen.                   |
| Juchowo (Юхово)                 | Ramberg                                              | Der Ort wurde 1950 umbenannt und gehörte zunächst zum Dorfsowjet Otradnowski. Er wurde vor 1975 verlassen.                                            |
| Karamsino (Карамзино)           | Klein Ragauen                                        | Der Ort wurde 1950 umbenannt und gehörte zunächst zum Dorfsowjet Nowostrojewski. Er wurde vor 1975 an den Ort Woronowo angeschlossen.                 |
| Kedrowo (Кедрово)               | Eszergallen/Eschergallen, 1938–1945: „Seehügel“      | Der Ort wurde 1950 umbenannt und gehörte zunächst zum Dorfsowjet Nowostrojewski. Er wurde vor 1975 an den Ort Woronowo angeschlossen.                 |
| Konewo (Конево)                 | Waldhorst                                            | Der Ort wurde 1950 umbenannt und gehörte zunächst zum Dorfsowjet Otradnowski.                                                                         |
| Krestjanskoje (Крестьянское)    | Fritzendorf                                          | Der Ort wurde 1947 umbenannt und gehörte zunächst zum Dorfsowjet Otradnowski. Er wurde vor 1975 verlassen.                                            |
| Lebedewo (Лебедево)             | Potkehmen, 1938–1945: „Puttkammer“                   | Der Ort wurde 1950 umbenannt und gehörte zunächst zum Dorfsowjet Nowostrojewski. Er wurde vor 1975 verlassen.                                         |
| Lesnitschje (Лесничье)          | Milchbude                                            | Der Ort wurde 1950 umbenannt und gehörte zunächst zum Dorfsowjet Otradnowski.                                                                         |
| Lesnoje (Лесное)                | Endruschen, 1938–1945: „Maiden“                      | Der Ort wurde 1947 umbenannt und gehörte zunächst zum Dorfsowjet Sadowski. Er wurde vor 1988 verlassen.                                               |
| Lwowskoje (Львовское)           | Gudwallen                                            | Der Ort wurde 1947 umbenannt und gehörte zunächst zum Dorfsowjet Otradnowski. Verwaltungssitz                                                         |
| Maiskoje (Майское)              | Christiankehmen                                      | Der Ort wurde 1950 umbenannt und gehörte zunächst zum Dorfsowjet Tschistopolski. Er wurde vor 1988 verlassen.                                         |
| Meschdulessje (Междулесье)      | Alt Thalau                                           | Der Ort wurde 1947 umbenannt und gehörte zunächst zum Dorfsowjet Otradnowski.                                                                         |
| Meschduretschje (Междуречье)    | Auerfluß                                             | Der Ort wurde 1947 (fälschlicherweise ?) in Meschretschje umbenannt und gehörte zunächst zum Dorfsowjet Otradnowski.                                  |
| Minskoje (Минское)              | Pelledauen                                           | Der Ort wurde 1947 umbenannt und gehörte zunächst zum Dorfsowjet Otradnowski.                                                                         |
| Nagornoje (Нагорное)            | Alt Ragaischen, 1938–1945: „Konradshof“              | Der Ort wurde 1947 umbenannt und gehörte zunächst zum Dorfsowjet Nowostrojewski.                                                                      |
| Oneschino (Онежино)             | Oszeningken/Oscheningken, 1938–1945: „Hasenbrück“    | Der Ort wurde 1950 umbenannt und gehörte zunächst zum Dorfsowjet Otradnowski. Er wurde vermutlich vor 1988 an den Ort Rubinowka angeschlossen.        |
| Otpor (Отпор)                   | Osznagorren/Oschnagorren, 1938–1945: „Adlermark“     | Der Ort wurde 1950 umbenannt und gehörte zunächst zum Dorfsowjet Otradnowski. Er wurde vor 1975 verlassen.                                            |
| Peski (Пески)                   | Bagdohnen, 1938–1945: „Kleinsausreppen“              | Der Ort wurde 1950 umbenannt und gehörte zunächst zum Dorfsowjet Tschistopolski.                                                                      |
| Pjatidoroschnoje (Пятидорожное) | Klein Kandszen/ Klein Kandschen, 1938–1945: „Kanden“ | Der Ort wurde 1950 umbenannt und gehörte zunächst zum Dorfsowjet Nowostrojewski. Er wurde vor 1988 verlassen.                                         |
| Rogatschjowka (I) (Рогачёвка)   | Groß Ragauen                                         | Der Ort wurde 1947 umbenannt und gehörte zunächst zum Dorfsowjet Nowostrojewski. Er wurde vermutlich vor 1988 an den Ort Nagornoje angeschlossen.     |
| Rogatschjowka (II) (Рогачёвка)  | Ragoszen/Ragoschen, 1938–1945: „Ragen“               | Der Ort wurde 1950 umbenannt und gehörte zunächst zum Dorfsowjet Nowostrojewski. Er wurde vor 1975 an den Ort Andrejewka angeschlossen.               |
| Rubinowka (Рубиновка)           | Rauben                                               | Der Ort wurde 1947 umbenannt und gehörte zunächst zum Dorfsowjet Otradnowski.                                                                         |
| Sapolje (Заполье)               | Friedrichsfelde                                      | Der Ort wurde 1950 umbenannt und gehörte zunächst zum Dorfsowjet Tschistopolski.                                                                      |
| Saretschje (Заречье)            | Stumbrakehmen, 1938–1945: „Ursfelde“                 | Der Ort wurde 1947 umbenannt und gehörte zunächst zum Dorfsowjet Tschistopolski. Er wurde vermutlich vor 1988 an den Ort Tschistopolje angeschlossen. |
| Schischkino (Шишкино)           | Kundszicken/Kundschicken, 1938–1945: „Sandeck“       | Der Ort wurde 1947 umbenannt und gehörte zunächst zum Dorfsowjet Otradnowski. Er wurde vor 1975 verlassen.                                            |
| Swerewo (Зверево)               | Gotthardsthal                                        | Der Ort wurde 1947 umbenannt und gehörte zunächst zum Dorfsowjet Tschistopolski.                                                                      |
| Timofejewka (Тимофеевка)        | Puikwallen, 1938–1945: „Schönwall“                   | Der Ort wurde 1950 umbenannt und gehörte zunächst zum Dorfsowjet Tschistopolski. Er wurde vor 1988 verlassen.                                         |
| Tscheljuskino (Челюскино)       | Klein Bretschkehmen, 1938–1945: „Kleinbrettken“      | Der Ort wurde 1950 umbenannt und gehörte zunächst zum Dorfsowjet Otradnowski. Er wurde vermutlich vor 1988 an den Ort Lwowskoje angeschlossen.        |
| Tschistopolje (Чистопоље)       | Jodzinn/Jodschinn, 1938–1945: „Sausreppen“           | Der Ort wurde 1947 umbenannt und war zunächst der Verwaltungssitz des Dorfsowjets Tschistopolski.                                                     |
| Wjoschenskaja (Вёшенская)       | Wantischken, 1938–1945: „Grünsiedel“                 | Der Ort wurde 1947 umbenannt und gehörte zunächst zum Dorfsowjet Tschistopolski. Er wurde vermutlich vor 1988 an den Ort Antonowka angeschlossen.     |
| Wolnoje (Вольное)               | Wollehlen                                            | Der Ort wurde 1947 umbenannt und gehörte zunächst zum Dorfsowjet Otradnowski.                                                                         |
| Woronowo (Вороново)             | Groß Bretschkehmen, 1938–1945: „Brettken“            | Der Ort wurde 1950 umbenannt und gehörte zunächst zum Dorfsowjet Nowostrojewski. Er wurde vor 1988 verlassen.                                         |

## Kirche
Gudwallen war vor 1945 kein Kirchdorf, sondern gehörte mit seiner überwiegend evangelischen Bevölkerung zum Kirchspiel Darkehmen (1938–1946 Angerapp) im gleichnamigen Kirchenkreis in der Kirchenprovinz Ostpreußen der Kirche der Altpreußischen Union. Letzte deutsche Geistliche waren Pfarrer Johannes Gremmel und Helmut Passauer.
Während der Zeit der Sowjetunion kam alles kirchliche Leben gezwungenermaßen zum Erliegen. Erst in den 1990er Jahren bildete sich im Nachbardorf Gawrilowo (Gawaiten, 1938–1946 Herzogsrode) eine neue evangelische Gemeinde, die sich der – ebenfalls neu gegründeten – Propstei Kaliningrad in der Evangelisch-Lutherischen Kirche Europäisches Russland zuordnete. Die zuständigen Pfarrer sind die der Salzburger Kirche in Gussew (Gumbinnen).

## Söhne und Töchter der Gemeinde
- Otto Reckstat, geb. 11. September 1898 auf dem Gut Ramberg/Ostpreußen, deutscher Industriearbeiter und Gewerkschaftsfunktionär, Symbolfigur der Arbeitererhebung am 17. Juni 1953 in Nordhausen († 1983 in Bremen)
- Heinz Hohmeister (1940–2017), Dachdecker und Kirchenmann